# Sony Ericsson W550i
Sony Ericsson W550i為Sony Ericsson於2005年10月31日所推出的行動電話，內建130萬畫素相機。此機種為Sony Ericsson第一支支援隨插即用USB隨身碟的手機。

## 特色
本機種造型與S700i概念相同，均為旋蓋式。且背面及右側均設置了立體聲喇叭，使音樂分享更容易。而內建的遊戲，配合前蓋的AB鍵，可以橫著玩遊戲（相同的有K800i,K810i,W850i），而讓許多學生相爭詢問。由於內建了256MB記憶體，所以便沒有設計記憶卡插槽。